# Pulsatilla velezensis
Pulsatilla velezensis är en ranunkelväxtart som först beskrevs av Günther von Mannagetta und Lërchenau Beck, och fick sitt nu gällande namn av Aichele och Schwegler. Pulsatilla velezensis ingår i släktet pulsatillor, och familjen ranunkelväxter. Inga underarter finns listade i Catalogue of Life.